# Hergugney
Hergugney est une commune française située dans le département des Vosges, en région Grand Est.

## Géographie

### Localisation
Hergugney est une commune limitrophe du département de Meurthe-et-Moselle. Elle se situe à environ 7 km de Charmes (à l'est), à 11 km de Mirecourt et 30 km d'Épinal, préfecture du département. La superficie de Hergugney est de 5,48 km2.

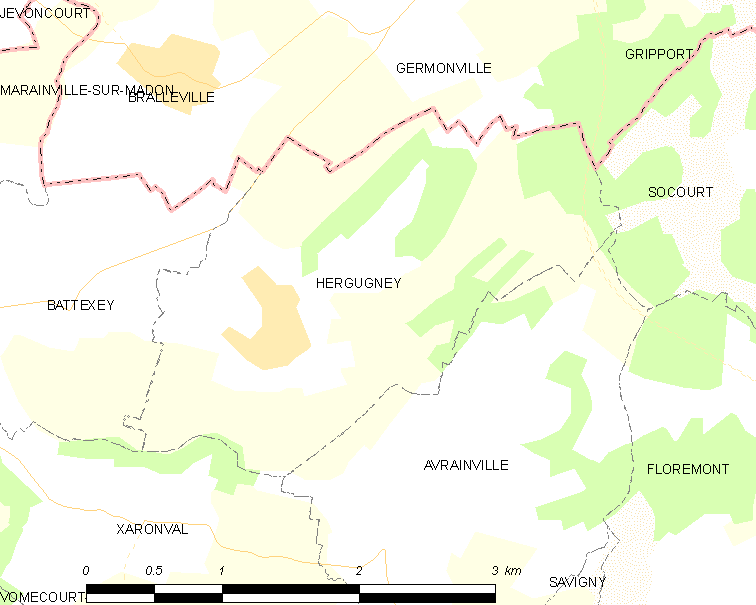
Situation géographique de Hergugney.

### Relief, géologie et hydrographie
Située à 281 m d'altitude, la commune possède deux principaux cours d'eau :
- le Bon Ru[1].
- le ruisseau de Sarrasinfosse, qui prend sa source à Hergugney et se jette dans le ruisseau d'Avrainville[2].

### Hydrographie et les eaux souterraines
Hydrogéologie et climatologie : Système d’information pour la gestion des eaux souterraines du bassin Rhin-Meuse :
Territoire communal : Occupation du sol (Corinne Land Cover); Cours d'eau (BD Carthage),
Géologie : Carte géologique; Coupes géologiques et techniques,
 Hydrogéologie : Masses d'eau souterraine; BD Lisa; Cartes piézométriques.
La commune est située dans le bassin versant du Rhin au sein du bassin Rhin-Meuse. Elle est drainée par le Bon Ru et le ruisseau de Sarrasinfosse,.

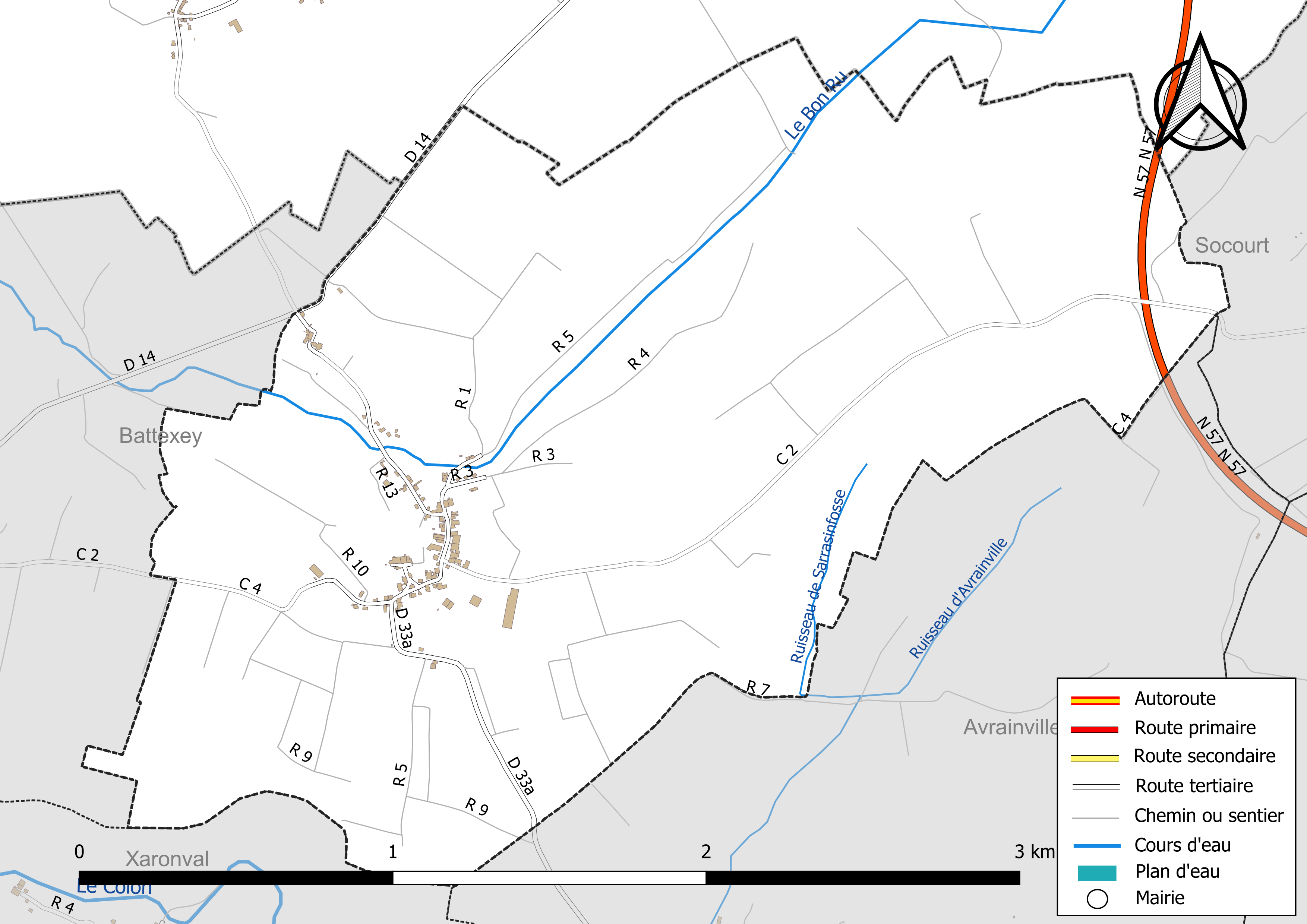
Réseaux hydrographique et routier d'Hergugney.

#### Gestion et qualité des eaux
Le territoire communal est couvert par le schéma d'aménagement et de gestion des eaux (SAGE) « Nappe des Grès du Trias Inférieur ». Ce document de planification, dont le territoire comprend le périmètre de la zone de répartition des eaux de la nappe des Grès du trias inférieur (GTI), d'une superficie de 1 497 km2,  est en cours d'élaboration. L’objectif poursuivi est de stabiliser les niveaux piézométriques de la nappe des GTI et atteindre l'équilibre entre les prélèvements et la capacité de recharge de la nappe. Il doit être cohérent avec les objectifs de qualité définis dans les SDAGE Rhin-Meuse et Rhône-Méditerranée. La structure porteuse de l'élaboration et de la mise en œuvre est le conseil départemental des Vosges.
La qualité des eaux de baignade et des cours d’eau peut être consultée sur un site dédié géré par les agences de l’eau et l’Agence française pour la biodiversité.

### Climat
Pour des articles plus généraux, voir Climat du Grand Est et Climat des Vosges.
En 2010, le climat de la commune est de type climat des marges montargnardes, selon une étude du Centre national de la recherche scientifique s'appuyant sur une série de données couvrant la période 1971-2000. En 2020, Météo-France publie une typologie des climats de la France métropolitaine dans laquelle la commune est exposée à un climat semi-continental et est dans la région climatique  Lorraine, plateau de Langres, Morvan, caractérisée par un hiver rude (1,5 °C), des vents modérés et des brouillards fréquents en automne et hiver. 
Pour la période 1971-2000, la température annuelle moyenne est de 9,6 °C, avec une amplitude thermique annuelle de 17,1 °C. Le cumul annuel moyen de précipitations est de 964 mm, avec 13 jours de précipitations en janvier et 9,7 jours en juillet. Pour la période 1991-2020, la température moyenne annuelle observée sur la station météorologique de Météo-France la plus proche, « Mirecourt-inra », sur la commune de Mirecourt à 11 km à vol d'oiseau, est de 10,4 °C et le cumul annuel moyen de précipitations est de 824,3 mm. 
La température maximale relevée sur cette station est de 39,5 °C, atteinte le 25 juillet 2019 ; la température minimale est de −19,5 °C, atteinte le 20 décembre 2009,,. 
Les paramètres climatiques de la commune ont été estimés pour le milieu du siècle (2041-2070) selon différents scénarios d'émission de gaz à effet de serre à partir des nouvelles projections climatiques de référence DRIAS-2020. Ils sont consultables sur un site dédié publié par Météo-France en novembre 2022.

## Urbanisme

### Typologie
Au 1er janvier 2024, Hergugney est catégorisée commune rurale à habitat dispersé, selon la nouvelle grille communale de densité à sept niveaux définie par l'Insee en 2022.
Elle est située hors unité urbaine et hors attraction des villes,.

### Occupation des sols
L'occupation des sols de la commune, telle qu'elle ressort de la base de données européenne d’occupation biophysique des sols Corine Land Cover (CLC), est marquée par l'importance des territoires agricoles (74,3 % en 2018), en diminution par rapport à 1990 (78,9 %). La répartition détaillée en 2018 est la suivante : 
terres arables (48,3 %), prairies (25,7 %), forêts (21,1 %), zones urbanisées (4,6 %), cultures permanentes (0,4 %). L'évolution de l’occupation des sols de la commune et de ses infrastructures peut être observée sur les différentes représentations cartographiques du territoire : la carte de Cassini (XVIIIe siècle), la carte d'état-major (1820-1866) et les cartes ou photos aériennes de l'IGN pour la période actuelle (1950 à aujourd'hui).

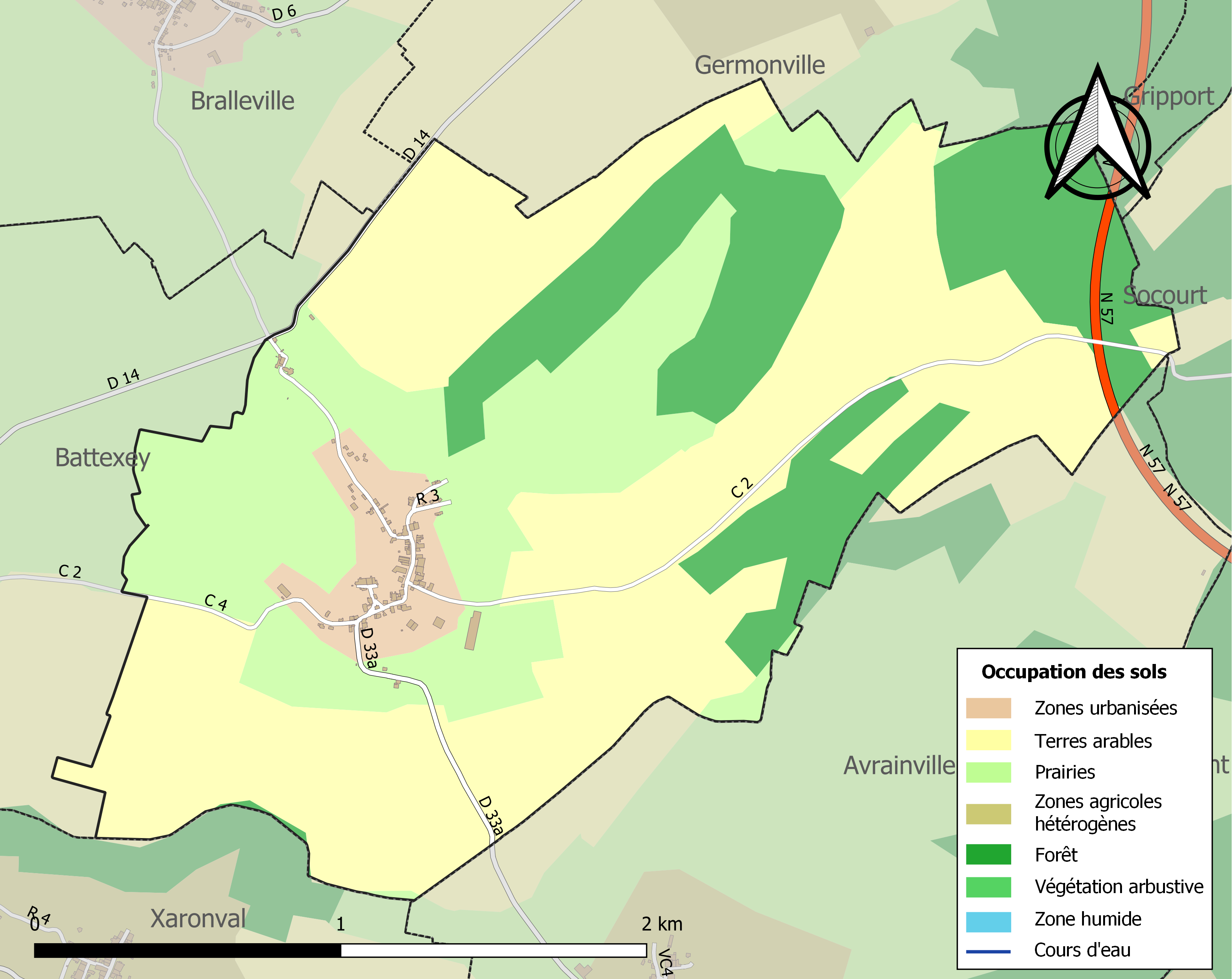
Carte des infrastructures et de l'occupation des sols de la commune en 2018 (CLC).

## Toponymie
Le nom de la localité est attesté sous les formes ? In foro Haruniaco à lire probablement *Harcuniaco (1147) ; Hergugney (1434) ; Hargugney (1570) ; Iergugney (1656).

L'appellation de Hergugney viendrait du nom propre masculin germanique « Harcwin », qui par la suite s'est vu attribuer le suffixe latin « iacum ». Le « c » s'endurcit et devient un « g », le « w » devient un « u », après quoi Harguniaco devient Hargunié, puis Hergugney.

## Histoire
Autrefois, Tantimont était le chef-lieu d'un ban très étendu, composé des territoires d'Avrainville, Battexey, Bralleville, Hergugney, Germonville et Xaronval, et son église était le centre paroissial de ces villages. Aujourd'hui, ce n'est plus qu'un hameau dépendant de la commune de Hergugney.

## Politique et administration

### Intercommunalité
Hergugney fait partie de la communauté d'agglomération d'Épinal.

### Liste des maires
| Période                                  | Période                  | Identité            | Étiquette | Qualité |
| ---------------------------------------- | ------------------------ | ------------------- | --------- | ------- |
| Les données manquantes sont à compléter. |                          |                     |           |         |
| mars 1971                                | février 2001             | Claude Adam         | SE-DVG    |         |
| mars 2001                                | mars 2008                | Jean-Michel Laforêt |           |         |
| mars 2008                                | En cours (au 24/04/2022) | Jean-Luc Thiery     |           |         |

### Budget et fiscalité 2022

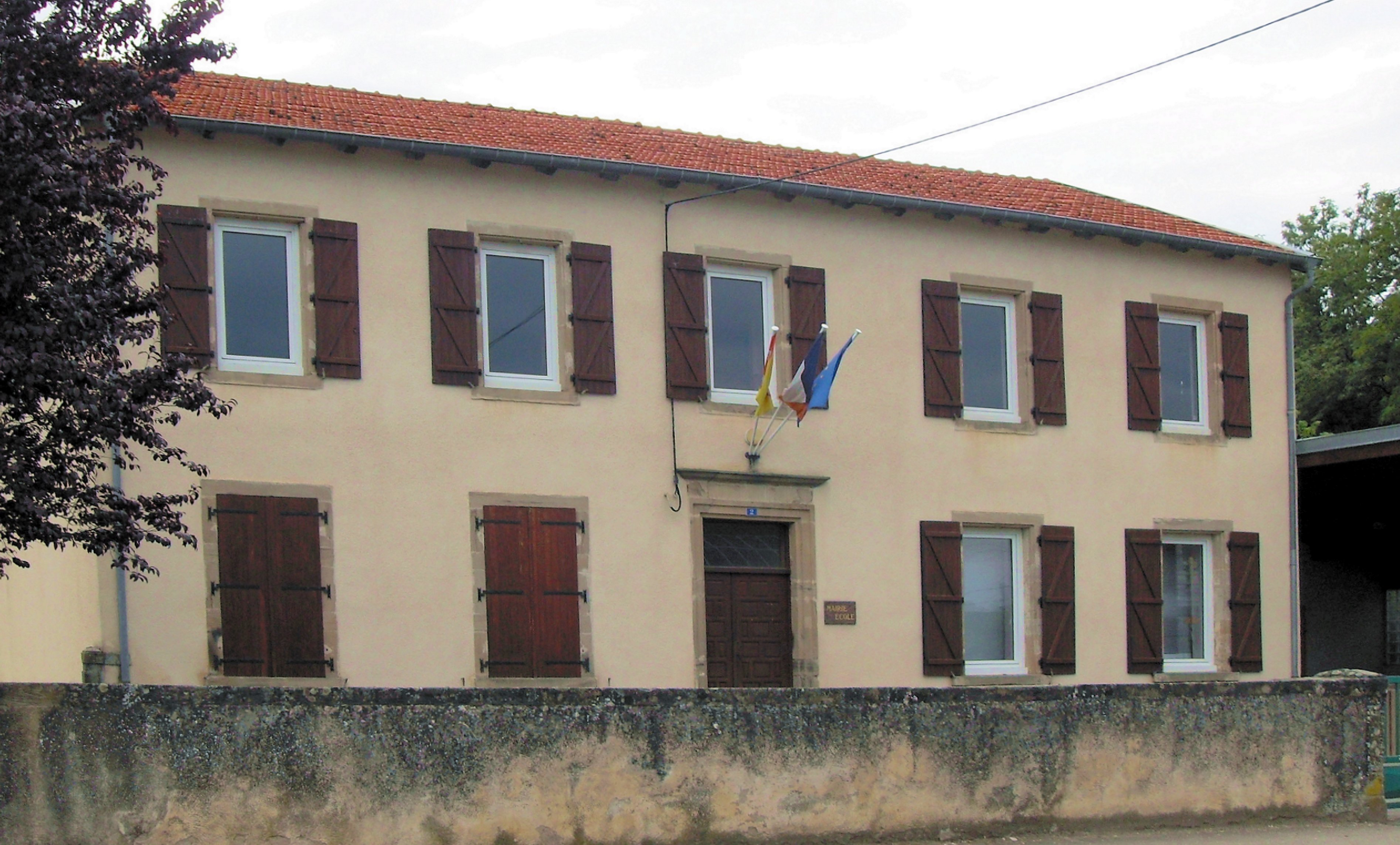
La mairie-école.

En 2022, le budget de la commune était constitué ainsi :
- total des produits de fonctionnement : 160 000 €, soit 1 159 € par habitant ;
- total des charges de fonctionnement : 102 000 €, soit 741 € par habitant ;
- total des ressources d'investissement : 11 000 €, soit 82 € par habitant ;
- total des emplois d'investissement : 17 000 €, soit 126 € par habitant ;
- endettement : 111 000 €, soit 803 € par habitant.

Avec les taux de fiscalité suivants :
- taxe d'habitation : 12,47 % ;
- taxe foncière sur les propriétés bâties : 43,96 % ;
- taxe foncière sur les propriétés non bâties : 29,25 % ;
- taxe additionnelle à la taxe foncière sur les propriétés non bâties : 0,00 % ;
- cotisation foncière des entreprises : 0,00 %.

Chiffres clés Revenus et pauvreté des ménages en 2021 : médiane en 2021 du revenu disponible, par unité de consommation : 20 530 €. 

### Jumelages
Hergugney n'est jumelée avec aucune autre ville.

## Population et société

### Démographie

#### Évolution démographique
L'évolution du nombre d'habitants est connue à travers les recensements de la population effectués dans la commune depuis 1793. Pour les communes de moins de 10 000 habitants, une enquête de recensement portant sur toute la population est réalisée tous les cinq ans, les populations de référence des années intermédiaires étant quant à elles estimées par interpolation ou extrapolation. Pour la commune, le premier recensement exhaustif entrant dans le cadre du nouveau dispositif a été réalisé en 2008.

En 2022, la commune comptait 130 habitants, en évolution de −5,11 % par rapport à 2016 (Vosges : −2,96 %, France hors Mayotte : +2,11 %).
| 1793 | 1800 | 1806 | 1821 | 1831 | 1836 | 1841 | 1846 | 1856 |
| ---- | ---- | ---- | ---- | ---- | ---- | ---- | ---- | ---- |
| 250  | 162  | 253  | 335  | 362  | 345  | 366  | 404  | 352  |

| 1861 | 1866 | 1876 | 1881 | 1886 | 1891 | 1896 | 1901 | 1906 |
| ---- | ---- | ---- | ---- | ---- | ---- | ---- | ---- | ---- |
| 341  | 330  | 360  | 312  | 293  | 301  | 284  | 257  | 234  |

| 1911 | 1921 | 1926 | 1931 | 1936 | 1946 | 1954 | 1962 | 1968 |
| ---- | ---- | ---- | ---- | ---- | ---- | ---- | ---- | ---- |
| 222  | 180  | 154  | 155  | 143  | 141  | 142  | 133  | 122  |

| 1975 | 1982 | 1990 | 1999 | 2006 | 2008 | 2013 | 2018 | 2022 |
| ---- | ---- | ---- | ---- | ---- | ---- | ---- | ---- | ---- |
| 118  | 121  | 127  | 140  | 138  | 138  | 140  | 132  | 130  |

### Enseignement
Établissements d'enseignements :
- Écoles maternelles et primaires à Savigny, Florémont, Xirocourt, Diarville, Charmes.
- Collèges à Charmes, Mirecourt, Bayon, Vézelise, Châtel-sur-Moselle.
- Lycées à Mirecourt, Thaon-les-Vosges, Pont-Saint-Vincent.

### Santé
Professionnels et établissements de santé :
- Médecins à Charmes, Mirecourt, Diarville, Haroué.
- Pharmacies à Charmes, Mirecourt, Vincey, Diarville.
- Hôpitaux à Charmes, Mirecourt, Mattaincourt, Châtel-sur-Moselle.

### Cultes
- Culte catholique, Paroisse Saint-Nicolas-du-Haut-du-Mont[29], Diocèse de Saint-Dié.

## Économie

### Entreprises et commerces

#### Agriculture
- Culture de céréales, de légumineuses et de graines oléagineuses.
- Élevage de vaches laitières.
- Élevage d'autres bovins et de buffles.

#### Tourisme
- Hébergements et restauration à Rugney, Vincey, Rouvres-en-Xaintoix, Goviller, Épinal.

#### Commerces
- Commerces et services de proximité.

## Culture locale et patrimoine

### Lieux et monuments

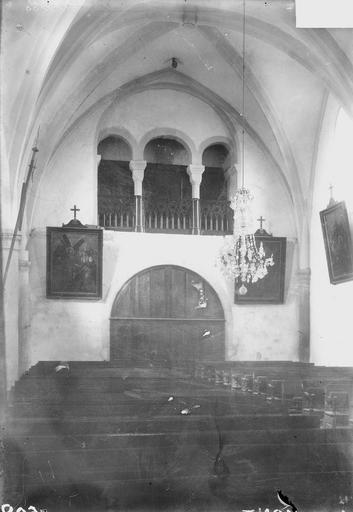
L'église Saint-Basle de Tantimont. Nef, vue du Chœur[30].
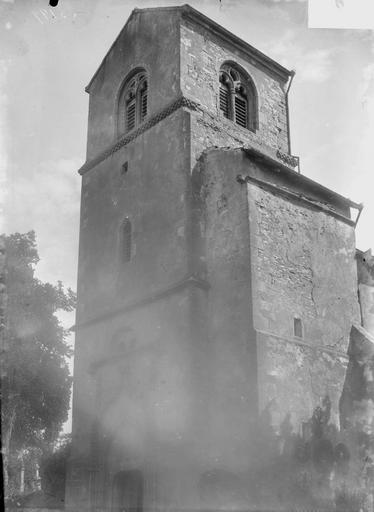
Clocher de l'église[31].
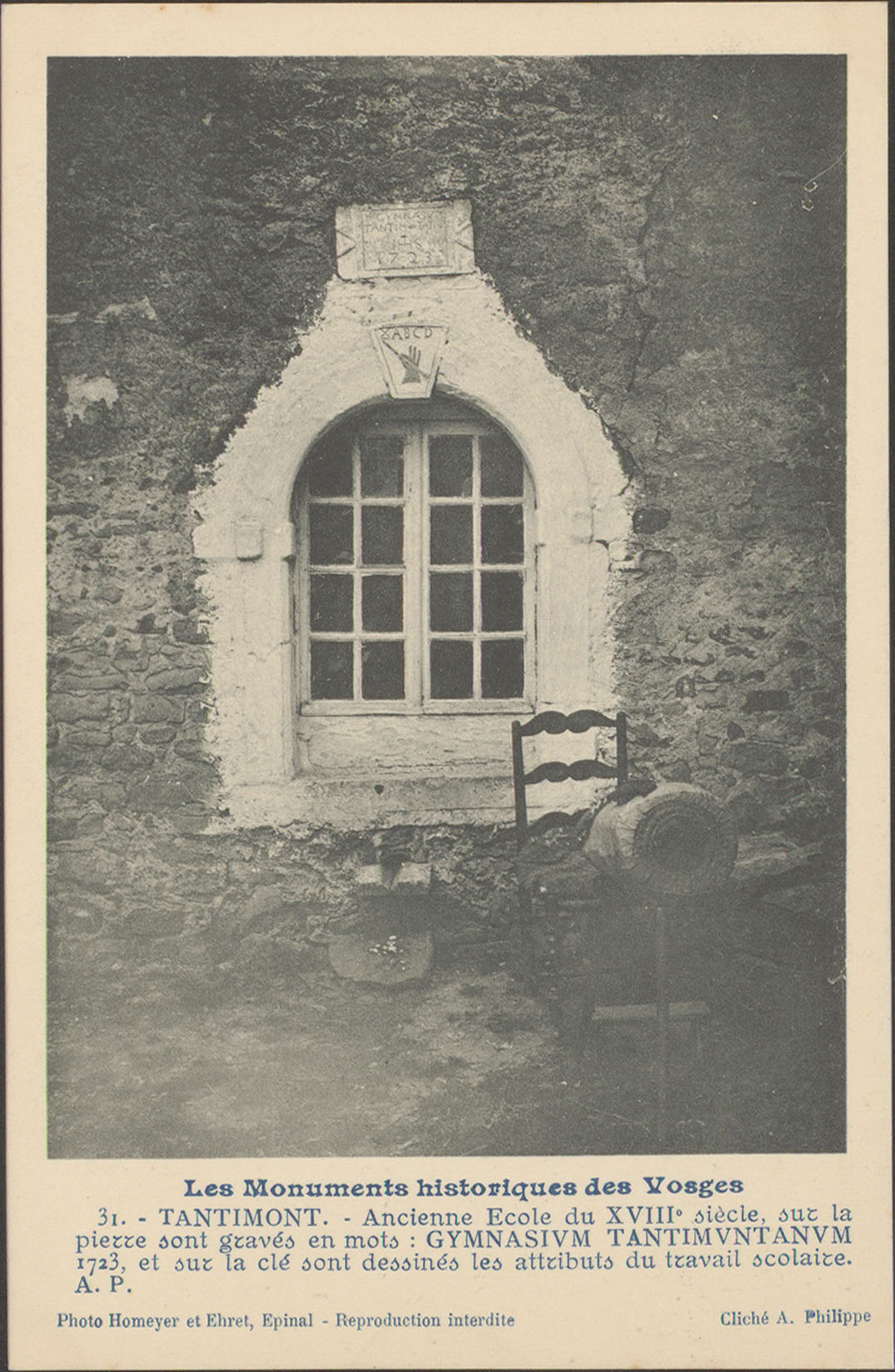
Ancienne carte postale représentant l'école de Tantimont.
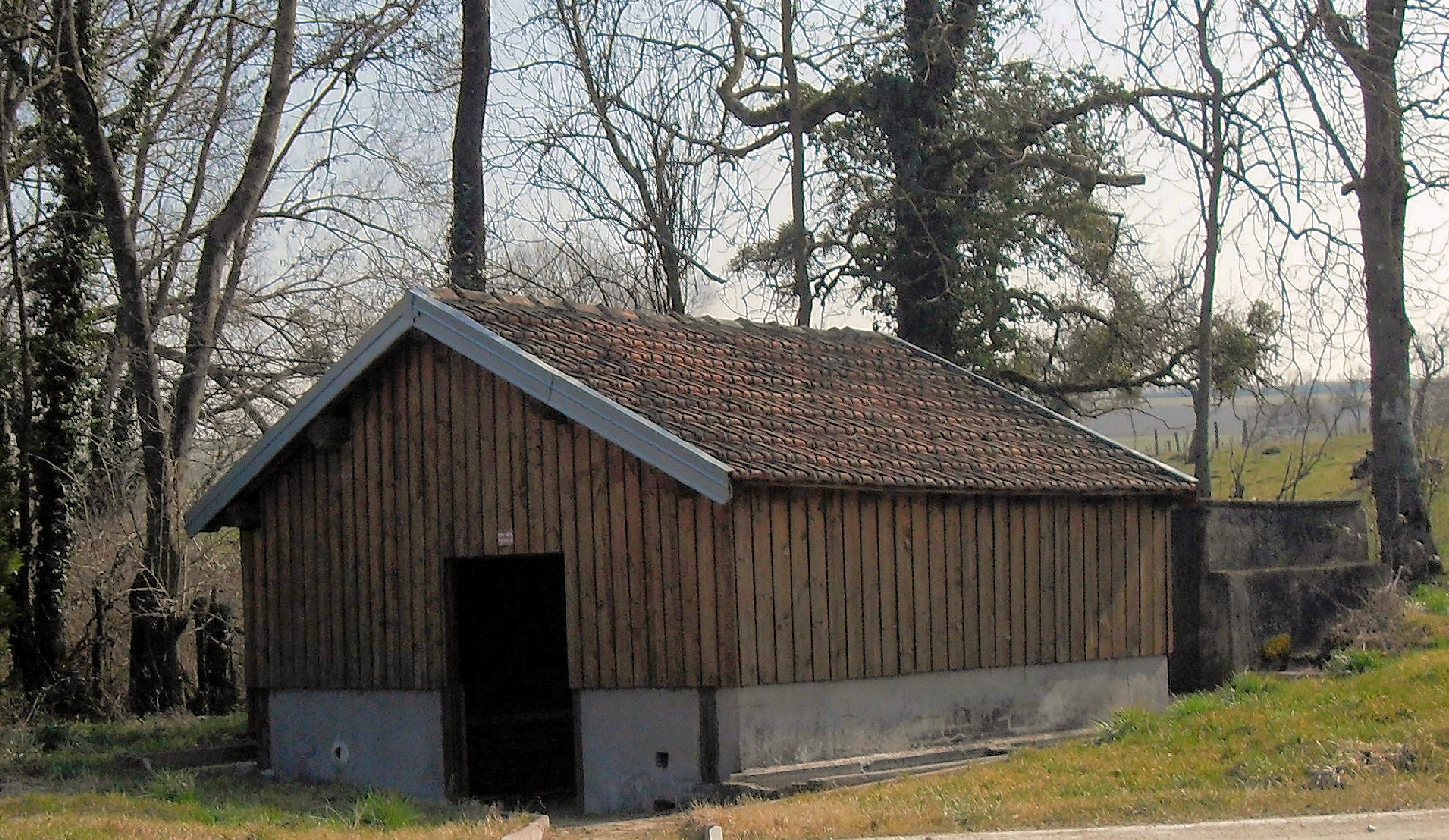
Lavoir.

- L'église Saint-Basle[32] à Tantimont, un hameau dépendant de la commune de Hergugney.

Retable de la Nativité.
Autel, retable (autel secondaire de Saint Joseph).
Autel et retable de la Vierge.
Colonne engagée, détail de frise.
- Ancienne école.
- Lavoir.
- Le patrimoine architectural rural recensé par le service régional de l'Inventaire général du patrimoine culturel[37].

### Héraldique, logotype et devise
| Blason | Blasonnement : Tranché de gueules à la cloche d'or accostée de deux faines éclatées d'argent ; et de sinople à la truite d'argent posée en bande. Commentaires : Le poisson (ici la truite) est le signe de ralliement des premiers chrétiens. Il évoque Hergugney dans une version où Her signifierait héritier et Gugney serait dérivé de gudinus de la racine Gud ou God (Dieu). La cloche représente Tantimont, l'église mère de la localité. Les faines rappellent saint Basles, patron de cette église. Armoiries composées par R.A. Louis et B. Georgin et adoptées par la commune le 21 septembre 2018,. |

## Pour approfondir